# Omaguaca
Les Omaguacas ou Humahuacas sont une ancienne ethnie indigène, qui habitait le territoire de l'Argentine et de la Bolivie, plus précisément la zone actuelle de Tilcara et de Humahuaca, en province de Jujuy, et la région méridionale du département de Tarija.

## Histoire
Les Omaguacas faisaient partie d'une confédération d'ethnies d'agriculteurs qui avaient atteint un important développement dans le domaine du tissage et de la poterie. Diverses tribus constituaient la confédération, comme les Humahuacas proprement dits, les Uquías, les Purmamarcas, les Tilcaras, les Tumbayas, les Tilians, les Yalas, les Yavis, les Chuys, les Quilatas, les Chilchas  ou Chichas, les Casabindos et les Argamasas.
Le secteur nord des Omaguacas jouxtait le territoire des Lípes. À l'ouest ils étaient voisins des Alpatamas ou Atacamas. Le secteur sud était une zone de transition où se trouvaient des tribus comme les Jujuys, les Ocloyas et les Pulars qui faisaient nettement partie du groupe des Diaguitas ou Paziocas. Les Omaguacas ont été différenciés partiellement des Paziocas (ou Diaguitas) pour avoir partagé un ensemble de particularités culturelles et génétiques avec les populations atacamanes et arawak, comme aussi les Chanés et peut-être les Huarpes ainsi que les Tomatas.
Les Yufis et les Hutangeros sont des groupes de Chilchas qui se rebellèrent contre le chef de la tribu (le tambuka) et allèrent vivre dans les plaines, loin de son domaine.